# Alaró
Alaró è un comune spagnolo di 5 327 abitanti situato nella comunità autonoma delle Baleari, nell'isola di Maiorca.

## Etimologia
Il nome Alaró deriva dall'arabo al-rum (romano) e hisn (fortezza/castello). Il significato del comune dunque è "fortezza romana".

## Storia
Le prime tracce di insediamento umano risalgono al VIII secolo, durante la dominazione araba, nei pressi della fattoria (alqueria) di Oloron.
La storia documentata comincia però nel XIII secolo con la Reconquista del Regno di Maiorca. Nell'occupazione aragonese la popolazione locale trova rifugio presso il Castello di Alaró.
Alarò è stato il primo comune nell'isola di Maiorca a dotarsi di una rete elettrica urbana, inaugurata il 15 agosto 1901. Oggi la rete elettrica è estesa all'intera isola; per commemorare comunque questo primato importante del comune, il Consiglio insulare di Maiorca l'8 maggio 2000 ha dichiarato l'antica torre elettrica di Alarò come bene d'interesse culturale.

## Economia
Una delle attività più redditizie fu l'industria calzaturiera, che contava fino a trenta fabbriche nel comune e più di duemila impiegati. Oggi tale attività è molto limitata e conta solo una fabbrica del settore in tutto il territorio.
In passato è anche stato un importante polo elettrico dell'isola e sede di giacimenti di lignite (attualmente chiusi).